# Marian Sypniewski
Marian Sypniewski (Bydgoszcz, 1955. április 30. –) világbajnok, olimpiai bronzérmes lengyel tőrvívó.